# Czarny demon
Czarny demon (ang. The Black Demon) – amerykańsko-meksykańsko-dominikański fantastycznonaukowy film grozy z 2023 roku w reżyserii Adriana Grunberga. Zdjęcia kręcono na Dominikanie.

## Fabuła
Paul Sturges, pracownik korporacji wydobywczej, przyjeżdża do Meksyku w celu dokonania inspekcji platformy wiertniczej. Zabiera ze sobą żonę i dwójkę dzieci, mając nadzieję, że rodzina spędzi udane wakacje w lokalnym nadmorskim miasteczku. Na miejscu okazuje się jednak, że miejscowość jest niemal całkowicie opustoszała, a wrogo nastawieni mieszkańcy obwiniają za jej zagładę platformę wiertniczą i pradawne zło, które obudziła w zatoce. 
Zdaniem tubylców, okoliczne wody pustoszy niszczycielski demon zesłany przez boga Tlaloka. 
Sturges nie wierzy w te opowieści, jednak gdy przybywa na platformę, okazuje się, że większość jej załogi zginęła, a dwóch pozostałych przy życiu pracowników musi bronić się przed atakami olbrzymiego rekina megalodona o nadprzyrodzonych mocach. Wkrótce, w wyniku nieszczęśliwego zbiegu okoliczności, rodzina mężczyzny również zostaje uwięziona na obiekcie. Rozpoczyna się walka o życie.

## Obsada
- Josh Lucas – Paul
- Fernanda Urrejola – Ines
- Venus Ariel – Audrey
- Carlos Solórzano – Tommy
- Julio Cesar Cedillo – Chato
- Jorge A. Jimenez – Junior
- Raúl Méndez – El Rey
- Héctor Jiménez – Chocolatito
- Edgar Flores – Crazy Eyes
- Omar Chaparro – pomocnik